# Dendropsophus giesleri
Dendropsophus giesleri är en groddjursart som först beskrevs av Mertens 1950.  Dendropsophus giesleri ingår i släktet Dendropsophus och familjen lövgrodor. IUCN kategoriserar arten globalt som livskraftig. Inga underarter finns listade i Catalogue of Life.